# تمام انرژی تو بده
تمام انرژی تو بده (به هندی: Dum Laga Ke Haisha) یا تمام توانت رو به کار بگیر فیلمی محصول سال ۲۰۱۵ و به کارگردانی سارات کاتاریا است. در این فیلم بازیگرانی همچون آیوشمان کورانا، بومی پدنکار، کومار سانو و شبا چادها ایفای نقش کرده‌اند.